# Уралмеханобр
Уралмехано́бр (полное название — Научно-исследовательский и проектный институт обогащения и механической обработки полезных ископаемых АО «Уралмеханобр») — научно-исследовательский институт в Екатеринбурге. С 2000 года находится в составе холдинга УГМК. Имеет два производственных филиала — в Гае (Россия) и в Кустанае (Казахстан). Занимается научными разработками в области обогащения полезных ископаемых. Специалисты института принимают участие в проектировании и научном обеспечении горных, обогатительных, металлургических, химических предприятий как в России, так и за рубежом.

## История

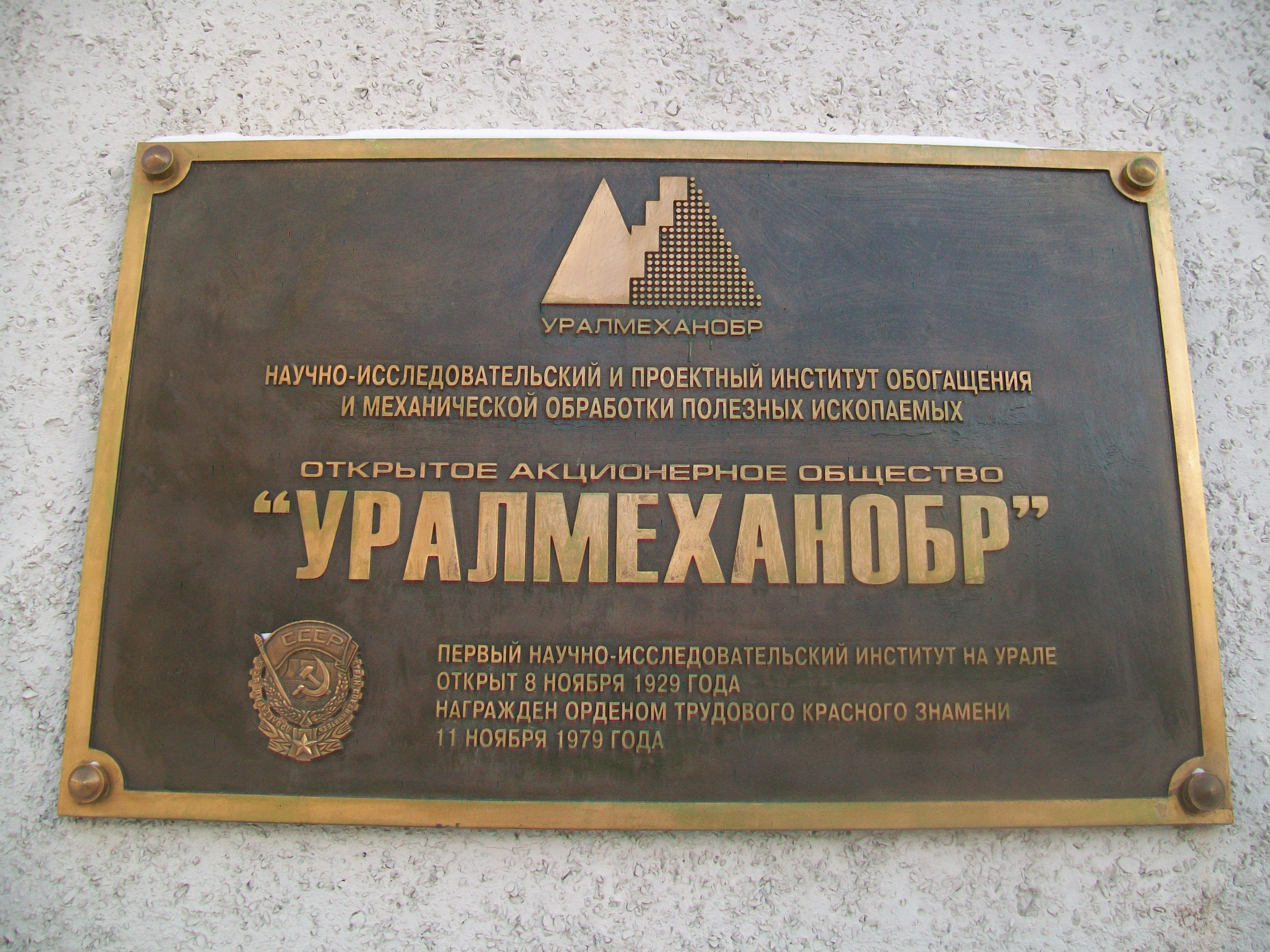
Доска на здании «Уралмеханобра» с указанием даты основания института

«Уралмеханобр», первый отраслевой научно-исследовательский институт на Урале, был открыт в ноябре 1929 года. Его первым директором стал известный ученый-обогатитель М. Ф. Ортин, заведующий кафедрой обогащения полезных ископаемых Свердловского горного института. Сам институт был создан на базе лаборатории кафедры обогащения и стал вторым действующим учреждением подобного профиля в СССР после ленинградского института «Механобр». В 1930 году М. Ф. Ортин перешел на должность заместителя директора института, оставшись (до 1941 года) научным руководителем «Уралмеханобра». Директором института в 1934 году стал прибывший из Ленинграда А. М. Кудряшев. К 1934 году штат института составлял 119 человек. Среди сотрудников были как выпускники Свердловского горного института, так и специалисты из других организаций. Работали в «Уралмеханобре» очень много — днём проводили исследования, вечером занимались проектированием. В 1932 году в институте был создан проектный отдел. Это подразделение быстро росло. К 1937 году в проектном отделе работали уже 70 человек. Также создавались бригады исследователей и проектировщиков, которые выезжали на производство для проведения работ.

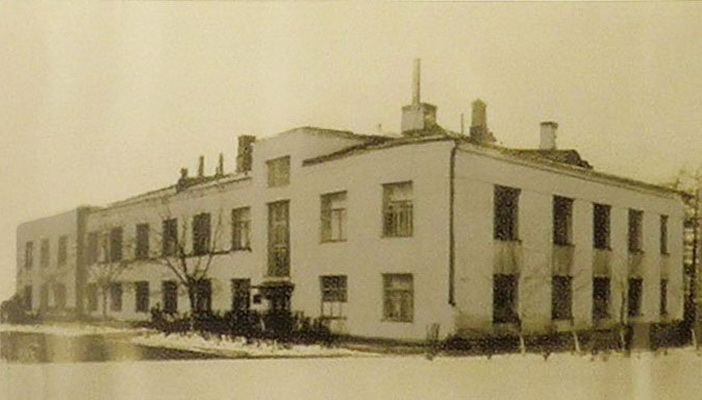
Первое здание «Уралмеханобра» (до надстройки)

Довоенные исследования сотрудников «Уралмеханобра» использовались при создании глиноземного производства на Богословском алюминиевом заводе, Шабровской и Тайгинской обогатительных фабрик, Магнитогорского и Кузнецкого металлургических комбинатов и ряда других предприятий. Всего за 1930—1939 годы были введены в эксплуатацию 9 фабрик. Первое десятилетие применялась импортная обогатительная техника и только в конце 1930-х годов появилась техника советского производства.
В начале 1941 года институт располагался на улице Народной воли, 39 и носил название: Институт научно-исследовательский по механической обработке и обогащению полезных ископаемых Уральский филиал «Уралмеханобр».

Первый директор «Уралмеханобра» М. Ф. Ортин среди сотрудников лаборатории обогащения руд редких и благородных металлов, которой он руководил в 1941—1958 годах

В годы Великой Отечественной войны на фронт ушли 62 сотрудника «Уралмеханобра», причем некоторые из них погибли. Однако их удалось заменить благодаря тому, что в августе 1941 года в Свердловск эвакуированы 200 сотрудников ленинградского института «Механобр». В 1941 году «Уралмеханобр» и «Механобр» были объединены в Объединённый научно-исследовательский институт механической обработки полезных ископаемых «Механобр». Среди прибывших в институт сотрудников были такие ученые как И. Н. Плаксин, будущий лауреат двух Сталинских премий. Ленинградские сотрудники пробыли в Свердловске до ноября 1945 года.
В 1941—1945 годах бригады «Уралмеханобра» выполнили 161 работу. Например, с июля по декабрь 1941 года проводилось под руководством М. Ф. Ортина изучение руд Елизаветинского месторождения (недалеко от Свердловска) с целью определения возможности добычи из них кобальта. В 1943 году старший инженер «Механобра» С. И. Кропанев (совместно с другими исследователями) был награждён Сталинской премией второй степени «за разработку технологии и организацию производства кобальта из сульфидных руд». В 1942 году была пущена фабрика, на которой начата первая в СССР систематическая выработка ниобий-содержащих пирохлоровых концентратов. При этом основное оборудование для фабрики выделил «Уралмеханобр». Нехватка марганцовки для госпиталей и ферромарганца привели к тому, что «Уралмеханобр» провел ряд работ по обогащению марганцевой руды. В 1943 году около нового поселка Полуночное была построена обогатительная фабрика, которая поставляла сырьё на заводы для выплавки ферромарганца. При участии коллектива «Уралмеханобр» была получена партия концентрата, содержащего более 80 % оксида марганца, из которого институт Унихим наладил выпуск марганцовки для госпиталей.
В период Великой Отечественной войны в составе объединённого института «Механобр» в Свердловске появляется детский сад (открыт в 1943 году).
В начале 1953 года в СССР идет антисионистская кампания. Одним из пострадавших стал директор «Уралмеханобра» И. Я. Брук. На III Пленуме Свердловского обкома ВКП(б) он был упомянут в качестве зажимщика критики и создателя семейки, а 25 февраля того же года на пленуме Ленинского райкома Свердловска эту же информацию повторил секретарь райкома И. Н. Пермяков. 31 марта того же года Свердловского обкома ВКП(б) «за неудовлетворительное руководство институтом, допущение серьёзных недостатков и ошибок в научной работе и нарушение партийного принципа подбора, расстановки и воспитания кадров» объявило И. Я. Брук выговор и просило Министерство металлургической промышленности отстранить его от занимаемой должности.
Первые десятилетия «Уралмеханобр» занимался обогащением руд только цветных металлов. В 1958 году в состав «Уралмеханобра» был включен созданный в 1956 году институт «Уралмеханобрруда», который был организован для обогащения руд чёрных металлов. Изменилось ведомственное подчинение института — «Уралмеханобр» был передан из Министерства цветной металлургии СССР в Министерство чёрной металлургии СССР.
В послевоенный период заметно возросла численность сотрудников института. К 1968 году в «Уралмеханобре» трудились 1 тыс. сотрудников, в том числе 50 кандидатов наук. Ученые института приняли участие в разработке технологии получения железа из бедных (16 % содержания металла) руд, что позволило создать Качканарский горно-обогатительный комбинат. Техническим руководителем проекта строительства комбината был заместитель главного инженера «Уралмеханобра» с 1942 года по 1985 год Георгий Сладков. В 1970—1971 годах на комбинате запустили фабрику окатышей, разработанную «Уралмеханобром».
В 1953—1959 годах сотрудники института проводили проектные работы по созданию Учалинской обогатительной фабрики (пущена на полную мощность в 1979 году). Всего за 1945—1978 годы на основе научных исследований и проектных разработок «Уралмеханобра» были построены 37 предприятий чёрной металлургии, 5 фабрик цветной металлургии и 5 фабрик асбестовой промышленности.
В послевоенный период сотрудники института получали государственные награды и премии. Например, в 1948 году Б. Ф. Пылаев (начальник лаборатории института «Механобр») был (совместно со старшим инженером Уральского геологического управления З. И. Кравцовой) удостоен Сталинской премии III степени за выдающиеся изобретения и коренные усовершенствования методов производственной работы «за открытие, разведку и промышленное освоение крупных месторождений высококачественного графита на Урале». Такой же премии за 1951 год был удостоен совместно с некоторыми работниками Красноуральского медеплавильного завода старший научный сотрудник «Уралмеханобра» Л. Д. Кисляков «за коренное усовершенствование приёмов работы на флотационных машинах и отражательных печах, обеспечившее скоростные методы работы».
В 1979 году «Уралмеханобр» был награждён орденом Трудового Красного Знамени. В 1984 году директор института А. В. Смородинников стал лауреатом Государственной премии СССР в области техники.
В брежневский период «Уралмеханобр» много внимания уделил созданию социальной инфраструктуры. В 1969—1979 годах институт построил в долевом участии 107 квартир для своих сотрудников жилой площадью 3600 м², были организованы общежитие для молодых специалистов и база отдыха на Белоярском водохранилище.
В послевоенный период сохранялись тесные связи «Уралмеханобра» и ленинградского института «Механобр». В 1947—1955 годах у обоих институтов был один директор — Дмитрий Сергеевич Неустроев. В 1930 году он был некоторое время научным сотрудником «Уралмеханобра», а затем возглавлял уральские промышленные предприятия — в 1933—1936 году Пышминскую обогатительную фабрику, в 1941—1946 году Красноуральский медеплавильный комбинат, в 1946—1947 годах Среднеуральский медеплавильный завод.
Сам «Уралмеханобр» в послевоенный период являлся Уральским филиалом «Механобра». Будущий директор «Механобра» В. И. Ревнивцев после окончания Свердловского горного института работал в «Уралмеханобре».

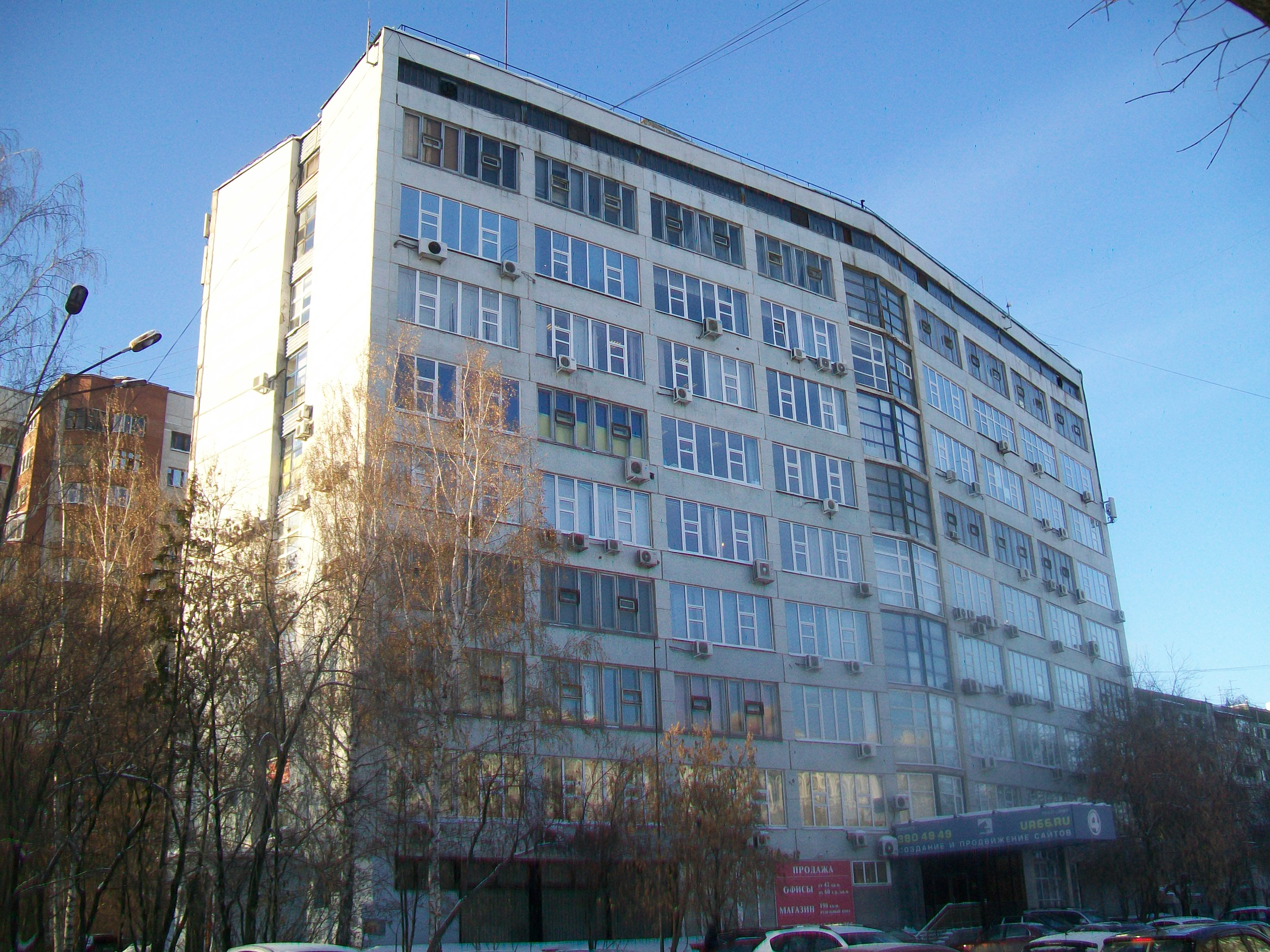
Новое здание института, переставшее быть его собственностью в 1990-е годы и частично выкупленное в 2007 году

Распад СССР привел к кризису в российской науке. В 1990-е годы в отраслевых научных институтах России прошли массовые сокращения персонала из-за отсутствия необходимого количества заказов на разработки. В этот период институт пришел в упадок. В «Уралмеханобре» численность сотрудников уменьшилась в 1990-е годы почти в 5 раз: с 1200 человек до 260 человек. Многие помещения института были сданы в аренду под различные коммерческие организации. Например, многоэтажное здание института было частично приватизировано, а частично передано в собственность Росимущества. В самом институте во второй половине 1990-х годов часто менялось руководство. Это было связано с акционированием института и последующей сменой владельцев пакетов его акций. С 1998 по 1999 годы директорами «Уралмеханобра» успели побывать четыре человека — С. Ф. Шмотьев, Е. В. Коновалов В. Г. Серов и В. А. Мальцев. В этот же период «Уралмеханобр» лишился половины своих активов. Тем не менее, даже в эти непростые годы институт выполнял проектные и научно-исследовательские работы, публиковались научные статьи и патенты.
Власти Свердловской области формально пытались помочь институту. Указ губернатора Свердловской области Э. Э. Росселя от 10 октября 1996 года № 366 предписал Правительству Свердловской области разработать и профинансировать областную программу «Руда Урала», причем в рабочую группу по разработке программы был включен генеральный директор «Уралмеханобра» Аркадий Шампаров.

## В составе УГМК

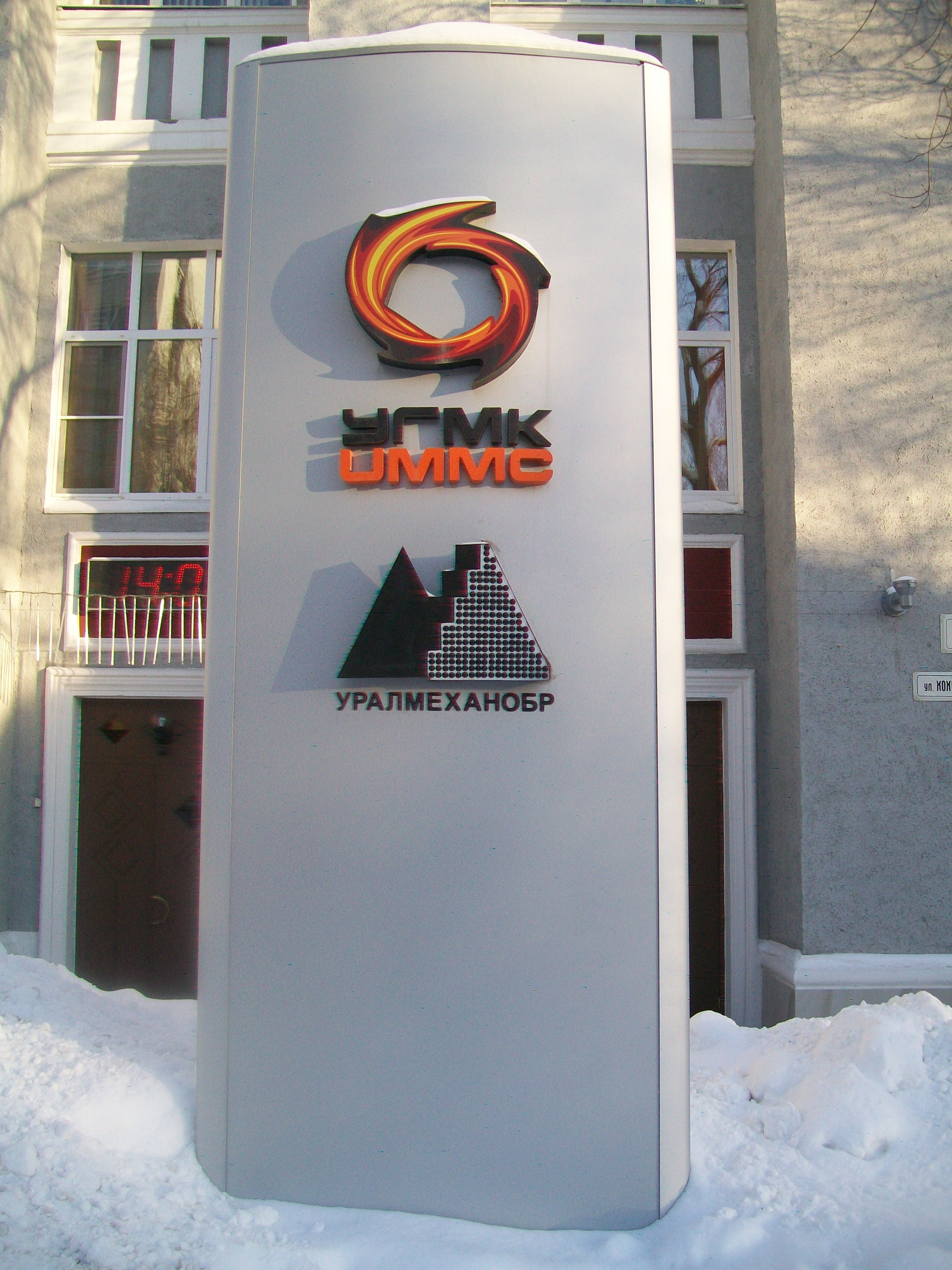
Стела перед зданием «Уралмеханобра». Видны символы института и УГМК

В 2000 году «Уралмеханобр» вошел в состав УГМК. Компания приступила к расширению института. В 2003 году по инициативе руководства УГМК в «Уралмеханобре» создали горный отдел для проектирования и научного обеспечения горных работ. В 2000-е годы было приобретено новое оборудование. В 2007 году институт выкупил часть своего бывшего здания в Екатеринбурге. Произошли заметные кадровые изменения. В составе УГМК институт разработал технологии обогащения медно-цинковых и полиметаллических руд ряда месторождений.
В 2000-е годы коллектив «Уралмеханобра» пополнился специалистами из научно-исследовательского института «Унипромедь». УГМК пыталась купить этот институт, но сделке воспротивилось руководство «Унипромеди». Тогда компания пошла по другому пути — значительная часть специалистов «Унипромеди» перешла в «Уралмеханобр», где при их участии были созданы два новых направления — металлургическое и химико-технологическое.
В 2010-е годы «Уралмеханобр» расширяется. В 2012—2013 годах в институте созданы четыре лаборатории: физико-механических испытаний, гидрометаллургии, по автоматизации, окускования и физико-технических испытаний.
С 2008 года в «Уралмеханобре» действует корпоративная программа, в рамках которой сотрудники института могут улучшить свои жилищные условия. Для повышения квалификации сотрудников используется Технический университет УГМК.
В ноябре 2014 года в честь 85-летия института в «Уралмеханобре» прошла международная научно-практическая конференция, в которой участвовали ученые и специалисты из России, Казахстана, Китая, Узбекистана, Украины и Алжира.
Головное подразделение «Уралмеханобра» располагается в Екатеринбурге, также институт с 2014 года имеет два производственных филиала — в Гае (Россия) и в Кустанае (Казахстан).

## Руководство
На 2019 год в структуру руководства института входят следующие должности:
- Генеральный директор;
- 5 заместителей генерального директора — по науке, по горным работам, по экономике и финансам, по персоналу, по общим вопросам;
- Главный инженер;
- Два заместителя главного инженера — по обогащению и по металлургии.

## Сотрудники
На конец 2019 года в «Уралмеханобре» работает 454 сотрудник, в том числе 22 кандидатов наук и 2 доктора наук. По сравнению с началом 2000-х годов рост значителен. В 2003 году в «Уралмеханобре» было только 250 сотрудников.

## Научная и проектная деятельность

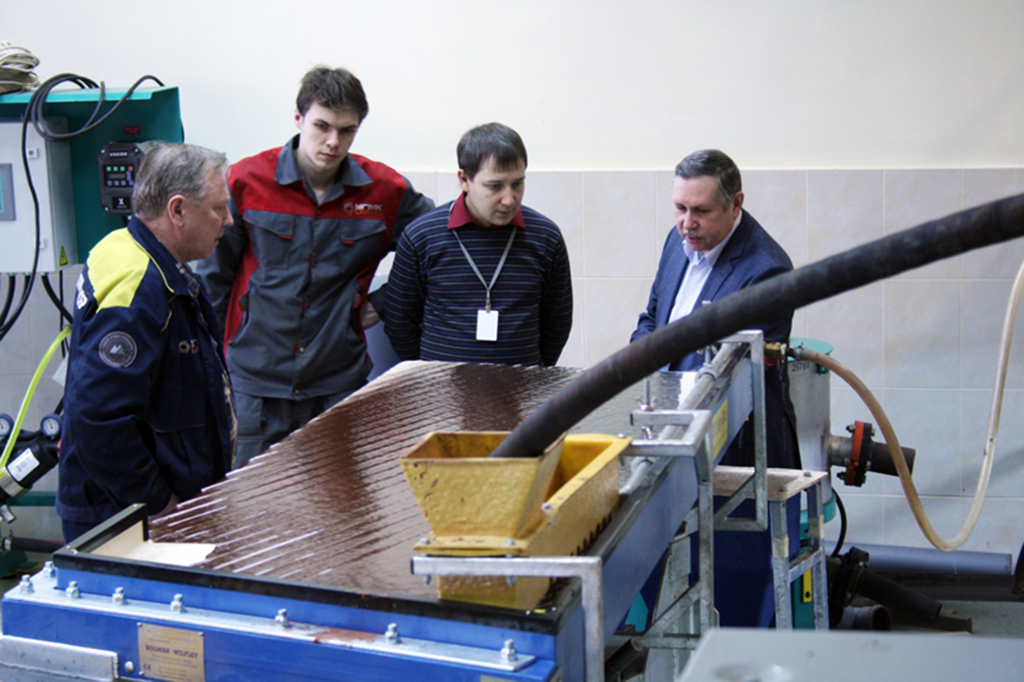
Специалисты «Уралмеханобра» в процессе работы над технологией переработки красных шламов

Работа института представлена научной и проектной частями. Научная часть «Уралмеханобра» делится на два направления: горное и обогатительное. Обогатительное направление (руководитель — заместитель генерального директора по науке доктор технических наук Г. И. Газалеева) включает 6 лабораторий:
- аналитическая (заведующий — А. В. Верхорубова);
- обогащения руд цветных металлов и техногенного сырья (заведующий — кандидат технических наук С. В. Мамонов);
- обогащения руд чёрных металлов (заведующая — Н. А. Сопина);
- гидрометаллургии (заведующий — кандидат технических наук В. В. Мусаев);
- обогащения руд редких металлов и неметаллического сырья (заведующий — кандидат технических наук Н. В. Шихов);
- окускования и изучения физико-механических свойств (заведующий — кандидат технических наук Е. В. Братыгин).

Научным горным направлением руководит кандидат технических наук Ю. А. Дик, в составе отдела горной науки работают 2 лаборатории:
- геотехнологии и горных технологических процессов (в свою очередь делится на 4 сектора — горных работ, геомеханики, закладочных работ и крепления горных выработок, буровзрывных работ);
- устойчивости бортов карьеров и сдвижения горных работ (заведующий — кандидат технических наук П. В. Кольцов).

Проектная часть ОАО «Уралмеханобр» состоит из направлений:
- технологическое (проектирование обогатительных производств);
- металлургическое[36] (разработка проектов предприятий металлургического профиля);
- химико-технологическое[36] (проектирование серно-кислотных производств, очистных сооружений);
- горное с 2004 года[42] (проекты карьеров, шахт, объектов горной механики, технико-экономическое обоснование постоянных и разведочных кондиций);
- общеинженерное направление (строительный, электротехнический отделы, водоснабжения и водоотведения, отопления и вентиляции и т. д.).

В 2010-е годы институт не только продолжал выполнение работ для созданных в советские годы горно-обогатительных фабрик (например, для Качканарского ГОКа), но и участвовал в строительстве новых предприятий. Например, в 2016 году на Кимкано-Сутарском ГОКе (Еврейская автономная область), проект фабрики для которого выполнил «Уралмеханобр», была получена первая партия железнорудного концентрата с содержанием железа 65,5 %. В том же году была пущена вельц-печь № 6 на Челябинском цинковом заводе, спроектированная «Уралмеханобром» (в этот проект было вложено около 2 млрд рублей).

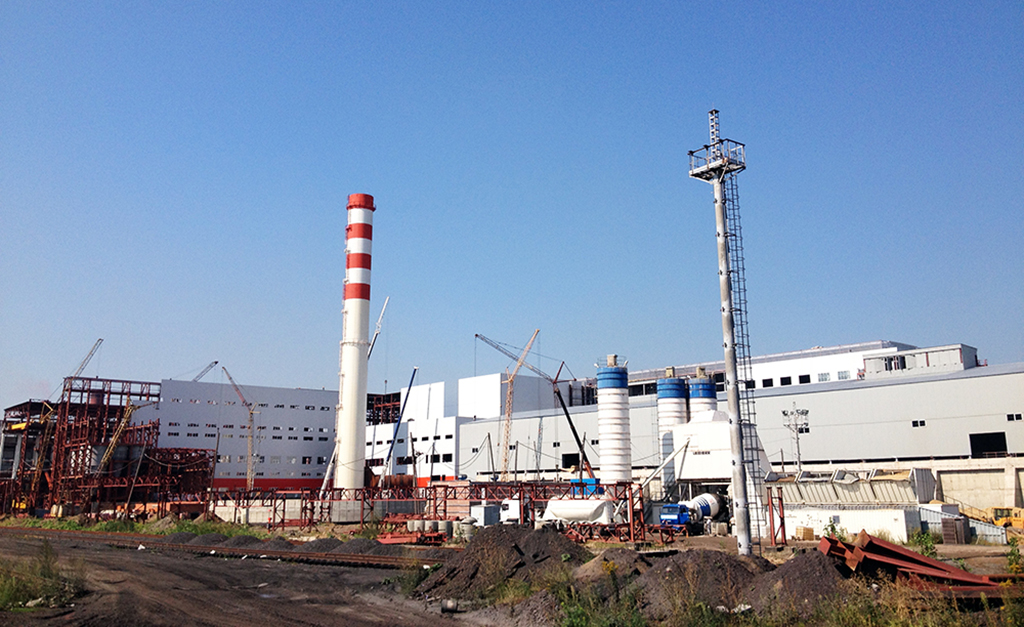
Строительство технологического комплекса обжиговой машины № 3 на Михайловском горно-обогатительном комбинате

«Уралмеханобр» выполняет проектные работы не только для УГМК, но и для других компаний. В сентябре 2015 года на Михайловском горно-обогатительном комбинате (входит в компанию «Металлоинвест») был пущен крупнейший в России комплекс обжиговой машины № 3, в проектировании которого участвовал «Уралмеханобр».
Значительное место в деятельности «Уралмеханобра» занимает создание технологий переработки отходов промышленного производства. В 2013 году при переработке «красного шлама» (отходы производства алюминия) получен железный концентрат (содержание железа 50 %), пригодный после окускования для плавки.

## Образовательная деятельность
Образовательная деятельность «Уралмеханобра» развивается по четырём направлениям:
- Подготовка научно-педагогических кадров в аспирантуре, открытой в 1962 году[15]. На конец 2015 года в институте было 15 аспирантов[3].
- Преподавательская деятельность сотрудников института преподают в вузах. Например, в Техническом университете УГМК, основанном в 2013 году, сотрудники «Уралмеханобра» преподавали уже в 2013—2014 учебном году[49]. Кафедра обогащения полезных ископаемых университета на 2016 год почти полностью состояла из сотрудников «Уралмеханобра»: из семи преподавателей пять (включая заведующего кафедрой) работали в этом институте[50];
- Подготовка заключений на кандидатские диссертации по горным наукам в качестве ведущей организации[51][52];
- Проведение учебной практики для студентов специальности «Горное дело» Уральского государственного горного университета[53].

## Международные связи
Ещё в советский период сотрудники «Уралмеханобр» работали над созданием объектов за рубежом. С 1970-х годов ученые института участвовали в исследовании обогатимости руд месторождений Народной Демократической Республики Йемен, Турции, Кубы, Югославии, Индии.
Зарубежное сотрудничество продолжилось в постсоветский период. В 2013 году институт вел научно-исследовательскую работу для алмазного рудника Анголы, а также (совместно с финской компанией) прорабатывал крупные проекты в Казахстане и в Узбекистане. В 2016 году институт приступил к выполнению проекта реконструкции цеха электролиза цинка для входящего в УГМК завода «Электроцинк» (Владикавказ), который предусматривает установку оборудования китайского производства. Сотрудничество с китайской стороной практиковалось при проектировании обогатительной фабрики Кимкано-Сутарского ГОКа в Еврейской автономной области. В этом проекте около 60 % оборудования, установленного в корпусах дробления и обогащения, произведено в Китае, а подрядчики из КНР выполнили почти все строительно-монтажные и пусконаладочные работы. «Уралмеханобр» выполнил проектную документацию для этой фабрики, а также адаптировал разработанную документацию под стандарты китайского оборудования.
В постсоветский период институт стал сотрудничать также с компаниями из тех стран, с которыми у СССР не было дипломатических отношений. Например, в 2012 году «Уралмеханобр» завершил научно-исследовательские работы по разработке технологии для компании из Южной Кореи.

## Список директоров института
Список директоров «Уралмеханобра»:
- Ортин Михаил Федорович (1929—1930);
- Грызкин Д. И. (1930);
- Титов П. П. (1932)
- Кудряшев (Кудряшов) Александр Михайлович (1934— июнь 1941 года[20]);
- Койбаш Валентин Алексеевич (после июня 1941 года, как директор объединённого института, включавшего «Механобр» и «Уралмеханобр»)[20]
- Мильнер Абрам Исаакович[20] (1941—1945, как директор объединённого института «Механобр» и «Уралмеханобр»);
- Брук Израиль Яковлевич (1946—1955 (1945—1956 гг. по другим данным), как директор Уральского филиала «Механобра»);
- Неустроев Дмитрий Сергеевич (1956—1970) (по другим данным 1947—1969);
- Смородинников Александр Васильевич (1970—1986);
- Зубков Валентин Алексеевич (1986—1994);
- Шампаров Аркадий Геннадьевич (декабрь 1994 — июль 1998) (в качестве генерального директора);
- Мальцев Виктор Алексеевич (1999—2007);
- Кривоносов Юрий Сергеевич (март 2007 — январь 2014);
- Ашихин Виктор Владимирович (январь 2014 — март 2017).
- Булатов Константин Валерьевич (с 15 марта 2017 года)

## Награды и премии
- 1979 — орден Трудового Красного Знамени за достигнутые успехи в разработке технологий руд чёрных и цветных металлов, проектирование обогатительных и агломерационных фабрик и большой вклад в развитие металлургии;
- 2013 — национальная премия «Золотой Меркурий» как «Лучшее предприятие-экспортёр в сфере услуг» от Торгово-промышленной палаты РФ «Золотой Меркурий»[61];
- 2014 — победитель конкурса «Мой город — мой дом» в номинации «Лучшая прилегающая территория предприятий и организаций различных форм собственности» от администрации города Екатеринбурга[62].
- 2017 — в рамках совещания Губернатора Свердловской области с главами муниципальных образований состоялось награждение победителей и участников конкурса «Лучший налогоплательщик года». Губернатор Евгений Куйвашев вручил генеральному директору ОАО «Уралмеханобр» Константину Булатову Благодарственное письмо, отметив достижение институтом высоких производственных показателей и большой вклад в развитие и укрепление благосостояния Свердловской области.
- 2018 — ОАО «Уралмеханобр» вошел в ТОП-100 лучших предприятий и организаций РФ, став победителем конкурса, организованного в честь 100-летия со дня учреждения Торгово-промышленной палаты России.